# Listă de posturi de radio românești
Aceasta este o listă de posturi de radio care emit pe teritoriul României. În listă nu sunt incluse posturile care emit exclusiv online.

## Lista

### Posturi naționale
- Societatea Română de Radiodifuziune (Radio România)
  - Radio România Actualități
  - Radio România Cultural
  - Radio România Antena Satelor (acoperire parțială)
  - Radio România Muzical (acoperire parțială)

### Posturi regionale
- Radio România Regional
  - Radio România Brașov FM
  - Radio România București FM
  - Radio România Cluj
  - Radio România Constanța/Radio Vacanța
  - Radio România Iași
  - Radio România Oltenia-Craiova
  - Radio România Reșița
  - Radio România Târgu Mureș
  - Radio România Timișoara
- Radio Transilvania
- Hit FM Alba Regional
- Hit FM Brasov Regional

### Rețele naționale
- Kiss FM
- Magic FM
- Rock FM
- Radio ZU
- Pro FM
- Digi FM
- Europa FM
- Virgin Radio România
- Național FM
- Radio Guerrilla
- Radio Impuls
- RFI România
- Romantic FM

### Posturi de radio religioase
- Radio Trinitas
- Radio Maria
- RVS (Radio Vocea Speranței)

### Stații de radio locale
- 3FM
- Hit FM Harghita
- Hit FM Apuseni
- Hit FM Vâlcea
- Hit FM Buzău
- Hit FM Dolj
- Dance FM
- Radio Delta
- Digi 24 FM
- Gold FM
- Realitatea FM
- Itsy Bitsy
- Radio Seven
- Dream FM
- Focus FM
- Metronom FM
- Mix FM
- Napoca FM
- News FM
- One World Radio
- Radio Accent
- Radio Brașov
- Radio Campus
- Radio Galaxy
- Radio Hit
- Radio Color Orăștie[1]
- Radio Prahova
- Radio Sud
- Radio Viva FM
- Roman FM
- Soft FM
- Super FM
- West City Radio
- Radio Blaj[2]

### Posturi de radio din străinătate
- Radio Europa Liberă
- Radio România Viitoare[3]
- Vocea Americii

### Posturi de radio care emit pentru străinătate
- Radio România Internațional

### Posturi de radio care nu mai emit
- BBC România
- Europa Nova (Timișoara, Lugoj, Iași, București)

### Posturi de radio care emit acum sub un alt nume
- Contact
- UniFan / UniPlus
- Tinerama
- Radio Vest
- News FM nume vechi Metropol FM
- Antena 1 FM